# Khost
 For alternative betydninger, se Khost (provins).
Khost, noget gange stavet Khowst, er en by i Afghanistan, lokaliseret på 33,3° nordlig breddegrad og 69,9° østlig længdegrad. Byen er administrationscenter i Khost-provinsen, en bjergrig region nær Afghanistans grænse til Pakistan.
I løpet af den sovjetiske invasion af Afghanistan, blev byen belejret i over otte år. I 2001 blev byen besat af det amerikanske tropper.
Landingsbanen til Khost er 2743 meter lang, var beregnet til helikopter-operationer for både sovjetrusserne og senere amerikanerne.
33°19′59″N 69°55′01″Ø / 33.33306°N 69.91694°Ø